# دين كامين
دين. إل. كامين  (بالإنجليزية: Dean L. Kamen) (مواليد 5 أبريل 1951) هو اميركي مبتكر ومخترع من نيو هامبشاير.ولد في لونغ آيلاند، نيويورك، وقال انه حضر معهد البوليتكنيك ورسستر، ولكن إنسحب قبل التخرج بعد خمس سنوات من البحوث المتقدمة خاصة بمضخة تسريب المخدرات AutoSyringeAutoSyringe مضخة إنسولين. انه هو ابن جاك كامين، الرسام في مجلة جنون، وايرد ساينس الهزلية وغيرها من منشورات إى سى كوميكس.

## الوظيفة

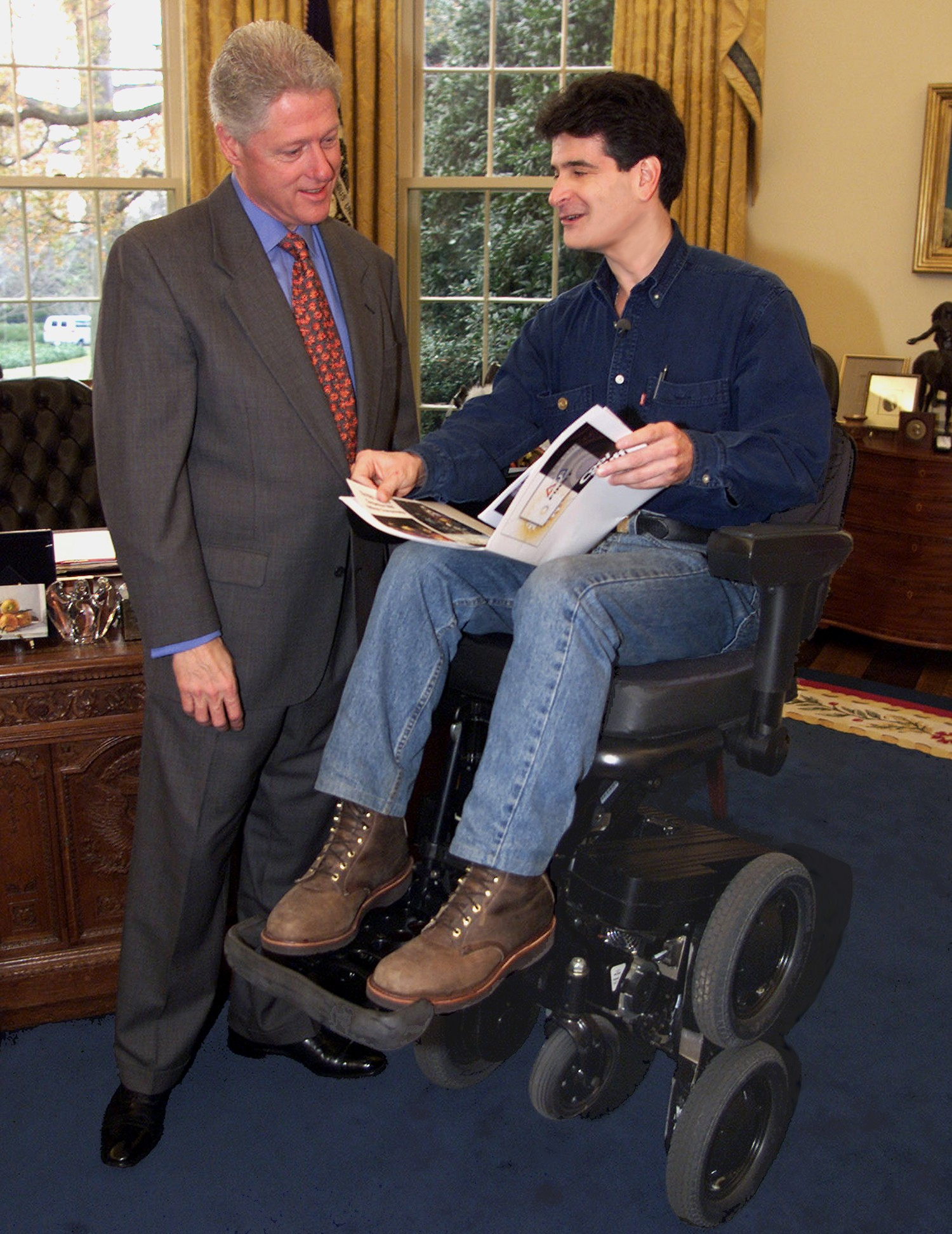
الرئيس بيل كلينتون وكامين في البيت الأبيض، كامين ركوب نظام التنقل جهاز آي بوت iBOT

### الإبتكار
كامين هو المعروف باختراع المنتجات التي أصبحت في نهاية المطاف تعرف باسم الدراجة PT، وهي أداة نقل كهربائية، ذاتية التوازن التي يسيطر عليها نظام الاستقرار والتحكم بواسطة الكمبيوتر توازني. الجهاز هو متوازن على عجلتين متوازيتين ويتم التحكم عن طريق تحريك وزن الجسم. وكان تطور الآلة سببا لإثارة الكثير من التكهنات والضجيج بعد نقل مقتطفات نقلا عن كتاب ستيف جوبز وغيرها من أبرز تكنولوجيا المعلومات التي سربت الرؤى لتبني ثورة مجتمعية محتملة في ديسمبر كانون الأول عام 2001.
عمل كامين على نطاق واسع على المشاريع التي تنطوي على تصميمات محرك ستيرلينغ في محاولة لإنشاء جهازين؛ واحد من شأنه أن يقوم بتوليد الطاقة، والمقلاع الذي من شأنه أن يكون بمثابة نظام تنقية المياه. وهو يأمل أن المشروع سوف يساعد على تحسين مستويات المعيشة في البلدان النامية. كامين لديه براءة إختراع لتنقية المياه، الصادر U.S. Patent 7٬340٬879, وبراءات الاختراع الأخرى المعلقة. كامين يدعي أن شركته ديكا تعمل الآن على اختراعات الطاقة الشمسية.
كامين هو أيضا مخترع مشارك في جهاز الهواء المضغوط الذي يسهم في إطلاق إنسان في الهواء من أجل إطلاق فرق الأسلحة والتكتيكات الخاصة بسرعة أو عمال الطوارئ الأخرى إلى الأسطح المرتفعة والمباني التي يتعذر الوصول إليها.
كان كامين بالفعل مخترع ناجح وثري، بعد اختراع أول مضخة تعمل بتسريب المخدرات وبدء الشركة، أوتو سيرينج AutoSyringe، لتسويق وتصنيع المضخة. شركته ديكا أيضا تحمل براءات التكنولوجيا المستخدمة في آلات غسيل الكلى المحمولة، مضخة الأنسولين (التي تعتمد على تقنية مضخة تسريب المخدرات)،  وجميع كرسي متحرك الذي يعمل بالتضاريس الكهربائية المعروف باسم جهاز آي بوت iBOT، وذلك باستخدام العديد من نفس التقنيات التي جعلت من تقنيات التوازن الجيروسكوبية في وقت لاحق تمهد الطريق نحو الدراجة Segway.

### الجوائز
خلال مسيرته فقد فاز كامين بالعديد من الجوائز. انتخب إلى الأكاديمية الوطنية للهندسة في عام 1997 للأجهزة الطبية الحيوية حيث جعل الهندسة لتكون أكثر شعبية بين طلاب المدارس الثانوية. في عام 1999 حصل على المستوى الخامس السنوي لجائزة هاينز في التكنولوجيا، والاقتصاد والتوظيف،
وحصل في عام 2000 على الميدالية الوطنية للتكنولوجيا من الذي كان سيصبح الرئيس كلينتون عن الاختراعات التي تصدرت الرعاية الطبية في جميع أنحاء العالم. في أبريل 2002.
تم منح كامين جائزة لميلسون -MIT للمخترعين، لاختراعه الدراجة Segway ومضخة التسريب لمرضى السكر.
في عام 2003 قاد «مشروع المقلاع»، وهو نظام محمول رخيص لتنقية المياه، وكان اسمه يندرج في المركز الثاني «لأروع اختراع لعام 2003» من قبل مجلة تايم
.
في عام 2005 أدخل كامين في قاعة المشاهير الوطنية للمخترعين لاختراعه AutoSyringe. في عام 2006 منح كامين «جائزة العمل الإنساني العالمية» من قبل الأمم المتحدة. في عام 2007 حصل على وسام ASME، وهي أعلى جائزة من الجمعية الأمريكية للمهندسين الميكانيكيين، في عام 2008 كان المستفيد من جائزة الإنجاز IRI من معهد البحوث الصناعية، وفي عام 2011 منح كامين وسام بنجامين فرانكلين في الهندسة الميكانيكية من معهد فرانكلين.
تلقى كامين «دكتوراه فخرية في الهندسة» شهادة من معهد البوليتكنيك رينسيلار 17 مايو 1996، وهو درجة «دكتور في الهندسة» من جامعة كيترينج في عام 2001، ودرجة «دكتوراه فخرية في العلوم» من جامعة كلاركسون في 13 مايو عام 2001، شهادة «دكتوراه فخرية في العلوم» من جامعة أريزونا في 16 مايو، 2009، وشهادة الدكتوراه الفخرية من معهد وينتورث للتكنولوجيا عندما تحدث في الكلية في الاحتفال بالذكرى المئوية في عام 2004، ودكتوراه فخرية أخرى من جامعة ولاية كارولينا الشمالية في عام 2005، كلية بيتس في عام 2007، ومعهد جورجيا للتكنولوجيا في عام 2008, في معهد إلينوي للتكنولوجيا في عام 2008 وجامعة ولاية بليموث في مايو 2008. تلقى كامين جائزة الشرف ستيفنز المرموقة في 6 نوفمبر 2009، التي قدمها معهد ستيفنز للتكنولوجيا وجمعية ستيفنز للخريجين. في 14 نوفمبر عام 2013، حصل على جائزة الإنساني العالمي سى جيمس مورجان.